# Edmond le cochon
Edmond le cochon est une bande dessinée animalière humoristique, créée en 1978 par Jean-Marc Rochette et scénarisée dès 1979 par Martin Veyron.
Le style de cette série à l'humour cru se situe entre l'underground américain (Robert Crumb, Richard Corben) et la tradition animalière française (Edmond-François Calvo, Benjamin Rabier). 
La série est parue entre 1979 et 1983 puis en 1992-1993 dans L'Écho des savanes (du n°49 au n°12 de la nouvelle série parue chez Albin Michel), collectée ensuite en albums publiés par les Éditions du Fromage puis Albin Michel, avant de faire l'objet d'une réédition chez Cornélius. 

## Publications

### Albums
- Edmond le Cochon, Éditions du fromage (t. 1-2) puis Éditions Albin Michel (t. 3-4) :

1. Edmond le Cochon, 1980  (ISBN 2902503393).
2. Edmond le Cochon va en Afrique, 1981  (ISBN 2902503466)[3].
3. Le Continent mystérieux, 1983  (ISBN 2226048707).
4. Le Mystéère continental, 1993  (ISBN 2226061894).

- Edmond le Cochon (intégrale), Cornélius, coll. « Solange » :

1. Edmond le Cochon, 2003  (ISBN 2909990885).
2. Edmond le Cochon 2, 2010  (ISBN 9782915492347).

### Documentation
- Patrick Gaumer et Claude Moliterni, « Edmond le cochon », dans Dictionnaire mondial de la bande dessinée, Larousse, 1994 (ISBN 2035235103), p. 222.
- Patrick Gaumer, « Edmond le Cochon », dans Dictionnaire mondial de la BD, Paris, Larousse, 2010 (ISBN 9782035843319), p. 292.
- Paul Gravett (dir.), « De 1970 à 1989 : Edmond le cochon », dans Les 1001 BD qu'il faut avoir lues dans sa vie, Flammarion, 2012 (ISBN 2081277735), p. 411.